# I-10
I-10 (Interstate 10) — межштатная автомагистраль в Соединённых Штатах Америки, длиной 2460,34 мили (3959,53 км). Является четвёртой по длине автомагистралью США после I-90, I-80 и I-40. Пересекает все основные межштатные автомагистрали, идущие с севера на юг, за исключением I-85. Проходит по территории восьми штатов.
| Штат  | миль   | км     |
| ----- | ------ | ------ |
| CA    | 242,54 | 390,33 |
| AZ    | 392,33 | 631,39 |
| NM    | 164,27 | 264,37 |
| TX    | 879    | 1418   |
| LA    | 274,42 | 441,64 |
| MS    | 77,19  | 124,23 |
| AL    | 66,31  | 106,72 |
| FL    | 362,26 | 583    |
| Всего | 2460   | 3959   |

## Маршрут магистрали

### Техас
- Восточный Техас

## Основные пересечения
- I-405, Лос-Анджелес
- I-110, Лос-Анджелес
- I-5, Лос-Анджелес
- I-710, Лос-Анджелес
- I-605, Эль-Монте/Болдуин-Парк
- I-15, Онтэрио
- I-215, Сан-Бернардино
- I-210, Редлендс
- I-17, Финикс
- I-8, Каса-Гранде
- I-19, Тусон
- I-25, Лас-Крусес
- I-110, Эль-Пасо
- I-20, Кент
- I-410, Сан-Антонио
- I-35 и I-37, Сан-Антонио
- I-45, Хьюстон
- I-610, Хьюстон
- I-210, Лейк-Чарльз
- I-49, Лафейетт
- I-110/I-12, Батон-Руж
- I-55, Лаплейс
- I-310, Кеннер
- I-610 и I-510, Новый Орлеан
- I-12 и I-59, Слайделл
- I-110, Билокси
- I-65, Мобил
- I-110, Пенсакола
- I-75, Лейк-Сити
- I-295 и I-95, Джэксонвилл